# LILRA2
LILRA2 (англ. Leukocyte immunoglobulin-like receptor subfamily A member 2; CD85h; ILT1) — белок семейства иммуноглобулиноподобных рецепторов, входящих в суперсемейство иммуноглобулинов. Продукт гена человека LILRA2

## Функции
LILRA2 входит в семейство иммуноглобулиноподобных иммунорецепторов лейкоцитов, которые экспрессированы в основном на моноцитах и B-лимфоцитах, а также — с более низким уровнем — на дендритных клатках и естественных киллерах. Все белки семейства обладают ингибиторной функцией. Белки, принадлежащие к подсемейству класса B лейкоцитарных рецепторов, отличаются наличием от 2 до 4 внеклеточных иммуноглобулярных доменов, трансмембранного домена и от 2 до 4 цитоплазматических ингибиторных мотивов ITIM. В свою очередь белки из подсемейства A обладают коротким цитоплазматическим доменом (за исключением LILRA3, у которого отсутствует даже мембранный домен). У этих белков нет ITIM-мотива, а трансмембранный фрагмент содержит положительно заряженный остаток аргинина, который способен инициировать стимулирующие сигнальные каскады.
LILRA2 действует как сенсор на иммуноглобулины, расщеплённые бактериями, что в результате активизирует миелоидные клетки.

## Структура
LILRB3 состоит из 483 аминокислоты, молекулярная масса 53,0 кДа. Альтернативный сплайсинг приводит к образованию по крайней мере 4 изоформ белка.

## Тканевая специфичность
LILRA3 обнаруживается на всех моноцитах, нейтрофилах, базофилах и эозинофилах периферической крови. Крайне низкий или недетектируемый уровень на моноцитах, T- и B-лимфоцитах, дендритных клетках и естественных киллерах.